# Mingfeng (Pengxi)
Mingfeng (鸣凤镇,  Míngfèng Zhèn) ist eine Großgemeinde im Südwesten der Volksrepublik China. Sie gehört zum Verwaltungsgebiet des Kreises Pengxi, der seinerseits der bezirksfreien Stadt Suining in der Provinz Sichuan unterstellt ist. Mingfeng hat eine Fläche von 70,12 Quadratkilometer und 31.900 Einwohner (2017). Die Großgemeinde liegt im Südosten von Pengxi, etwa 12 km vom Zentrum des Kreises entfernt. 
Die Siedlung besteht seit dem Anfang der Qing-Dynastie, seit der Zeit des Kaisers Guangxu trägt sie den Namen Mingfeng. Bei der Neugründung Chinas 1950 wurde Mingfeng als urbane Gemeinde eingerichtet, und 1964 in einen Bezirk überführt. 1992 wurde der Bezirk aufgelöst und Mingfeng wurde eine Großgemeinde. 
In Mingfeng gibt es mehrere Projekte zum Aufbau und zur Förderung der Landwirtschaft. So gab es 2017 Projekte zum Anbau von 200 ha Zimt, 70 ha Lotus und 30 ha Arzneipflanzen. Daneben werden Geflügel- und Rindfleisch, sowie Walnüsse, Gemüse und Rapsöl produziert.

## Administrative Gliederung
Die Großgemeinde ist in 16 Verwaltungsdörfer und eine Einwohnergemeinschaft unterteilt. Diese sind:
- Qixing (七星村)
- Shibanya (石板垭村)
- Baihou (白猴村)
- Tianmen (天门村)
- Shaijin (晒金村)
- Shimagou (石马沟村)
- Zhenfu (真福村)
- Hongguang (红光村)
- Gongqiaopo (拱桥坡村)
- Qinggang (青杠村)
- Xiasi (下寺村)
- Daqiao (大桥村)
- Tongbao (铜宝山村)
- Weiziba (桅子坝村)
- Yaoping (窑坪村)
- Kuantai (宽台村)

- Fengmingshe (凤鸣社区)